# Dorfkirche Priort

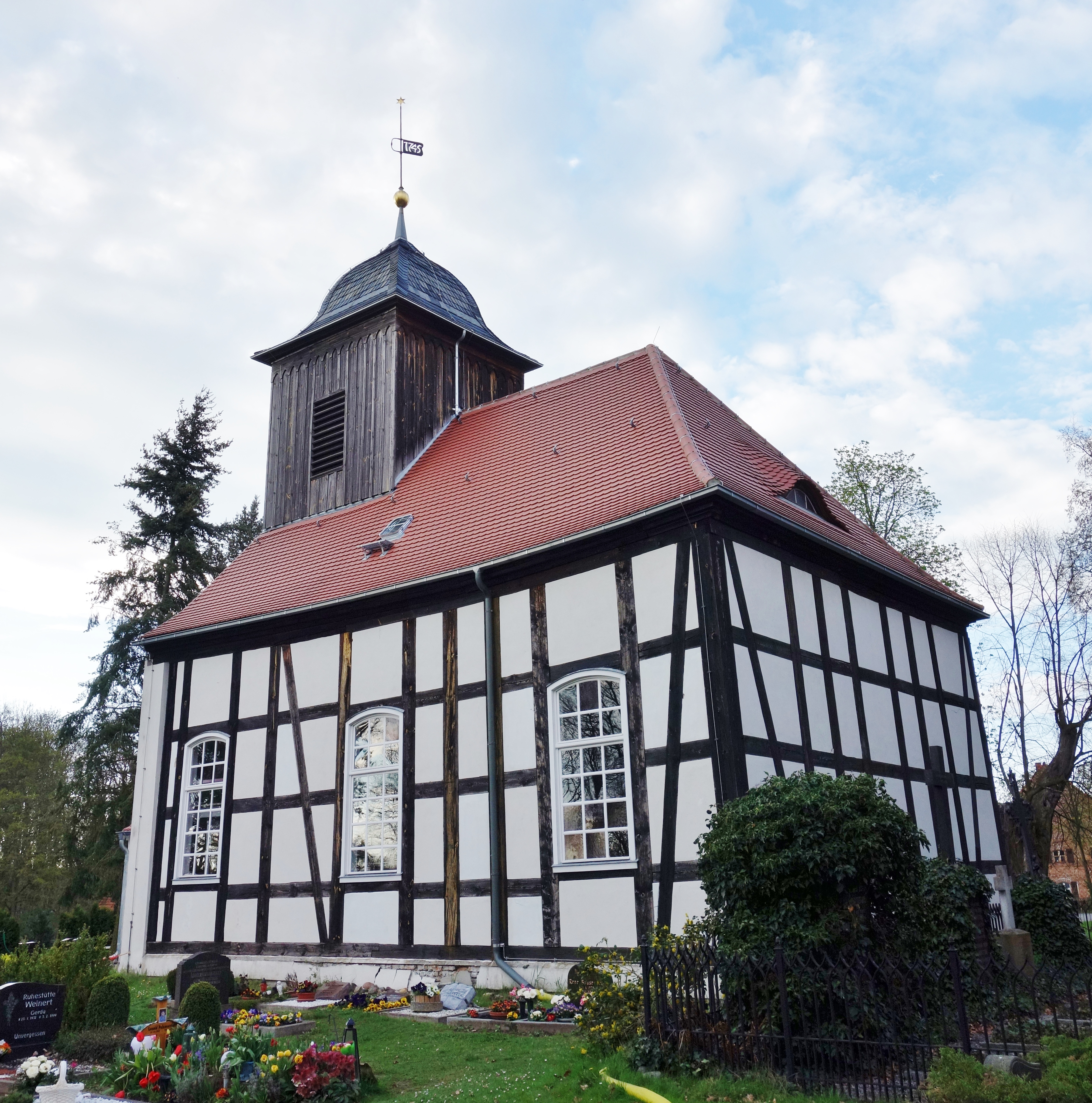
Dorfkirche Priort

Die evangelische Dorfkirche Priort ist eine Saalkirche in Priort, einem Ortsteil der Gemeinde Wustermark im brandenburgischen Landkreis Havelland. Die Kirchengemeinde gehört dem Pfarrsprengel Wustermark im Kirchenkreis Falkensee der Evangelischen Kirche Berlin-Brandenburg-schlesische Oberlausitz an. Das Gebäude steht unter Denkmalschutz.

## Geschichte und Baubeschreibung
Die Kirche steht am westlichen Ende der Priorter Dorfstraße, nahe der Autobahn A 10. Im Jahr 1745 wurde das Gebäude als rechteckiger Fachwerkbau mit Lehmausfachung errichtet, mit Segmentbogenfenstern und einem verbretterten Dachturm mit Schweifhaube im Westen. Die massive Westwand wurde jedoch erst 1876 errichtet. Bauherr war der nach Preußen ausgewanderte, französische Gutsherr Jean Jaques Digeon von Monteton.
Das Gebäude kann über eine erst im Jahr 1939 errichtete Vorhalle betreten werden. Das Innere wird von einer flachen Holzdecke überspannt. Zur Ausstattung gehören eine bauzeitliche, polygonale Kanzel mit Engelsköpfen am Schalldeckel sowie ein hölzernes, sechseckiges Taufbecken, verziert mit einer Blumen- und Fruchtgirlande und Engelsköpfen an den Ecken.
1876 wurde das Kirchengebäude umgebaut; 2014 bis 2015 fand eine Sanierung statt. Seit 2001 ist die Kirche im Besitz einer Orgel, die überwiegend durch private Spenden finanziert wurde.
An die Patronatsfamilie Digeon von Monteton erinnert eine größere Grabanlage.